# Lorenzo de Lugo

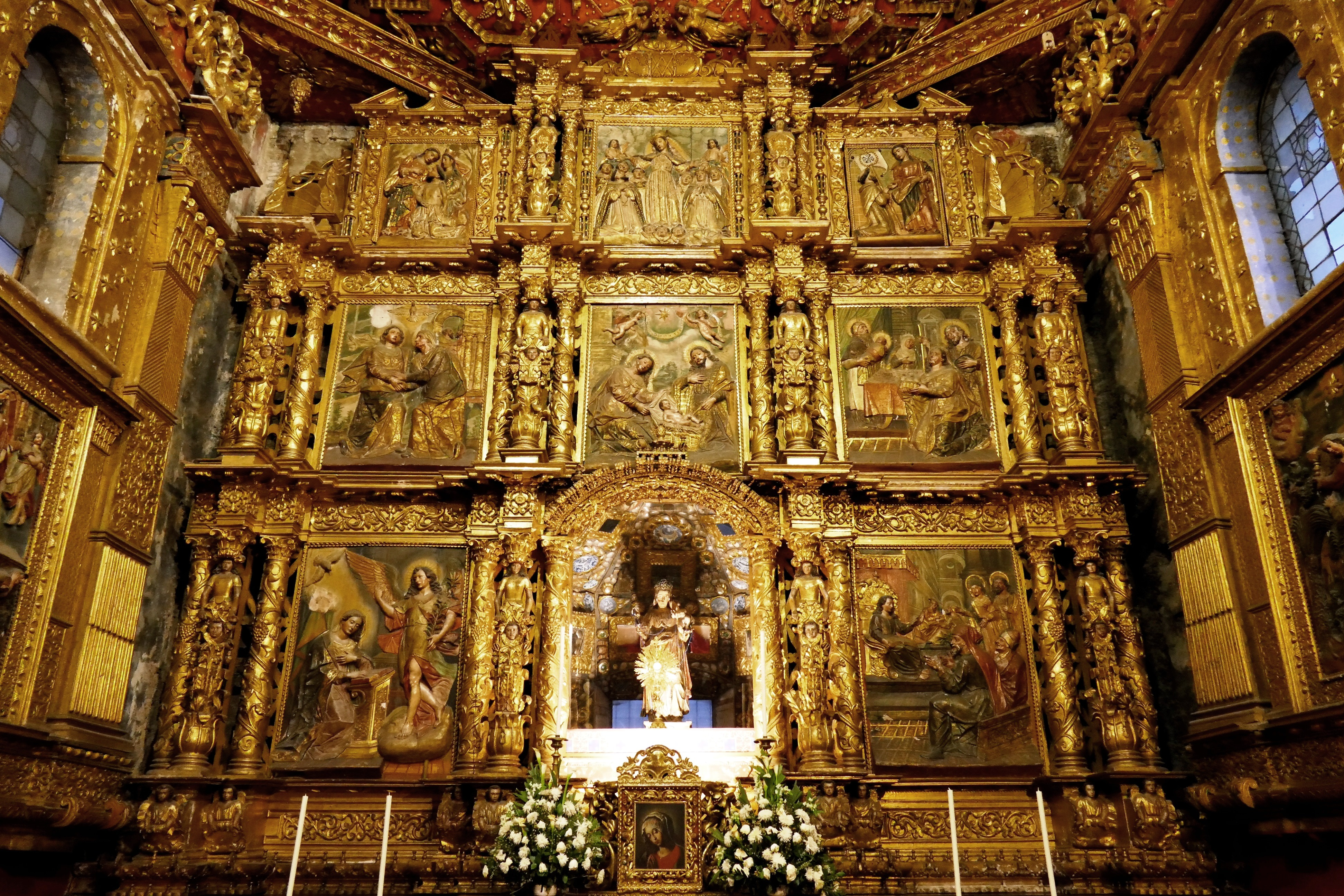
Retablo de la Capilla del Rosario en la iglesia de Santo Domingo

Lorenzo de Lugo (Tunja? - 1690) fue un escultor activo en Tunja y Santa Fe probablemente emparentado con Pedro de Lugo Albarracín.
Obra conocida suya son tres de los relieves del retablo de la Capilla del Rosario de la Iglesia de Santo Domingo en Tunja. Elaborados en yeso policromado representan la Anunciación, el Nacimiento de Jesús, y la Presentación en el templo. El retablo fue construido por José de Sandoval y dorado por Diego de Rojas. Lorenzo de Lugo se comprometió a realizar ocho relieves pero al año de iniciar la tarea murió, terminando el resto Francisco de Sandoval.